# استافورد، نیوجرسی
استافورد (به انگلیسی: Stafford Township) شهری در ایالت نیوجرسی کشور ایالات متحده آمریکا است که جمعیت آن در سرشماری سال ۲۰۱۰ میلادی، ۲۶٬۵۳۵ نفر بوده‌است.